# Rottenrow

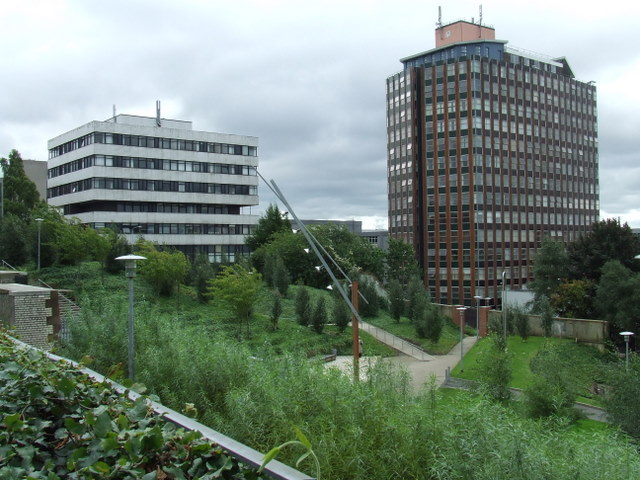

Rottenrow nebo také Rotten Row Gardens nebo i Rottenrow Gardens je ulice ve městě Glasgow ve Skotsku. Nachází se v Townhead, na severním okraji centra města, a je umístěna zcela uvnitř kampusu John Anderson Campus University of Strathclyde. Na založení parku Rotten Row Park o velikosti 9800 m2 v roce 2003-2004 bylo vynaloženo 720 000£ a na jeho každoroční údržbu bylo například v roce 2007 zaplaceno 80£ za m2. Archiweb.cz ovšem uvádí rozlohu parku 1000m2 a náklady na úpravu v hodnotě 841 000 CZK.

## Historie
Rottenrow je datována do středověkých počátků města, a po připojení k historické High Street na severní tvořila oblast, která je nyní pojmenována Cowcaddens. Původ názvu ulice je předmětem diskuse. Někteří věří, že to je odvozeno z keltského výrazu Rat--righ, což se překládá jako "silnice králů" - pravděpodobně v souvislosti k těsné blízkosti katedrály v Glasgow. Nicméně "Rotten Row" je běžný název ulic ve městech a vesnicích po celé Anglii a Skotsku. Popisuje místo, kde byl kdysi řada chalup zamořených krysami (raton) a sahá až do 14. století nebo dříve.

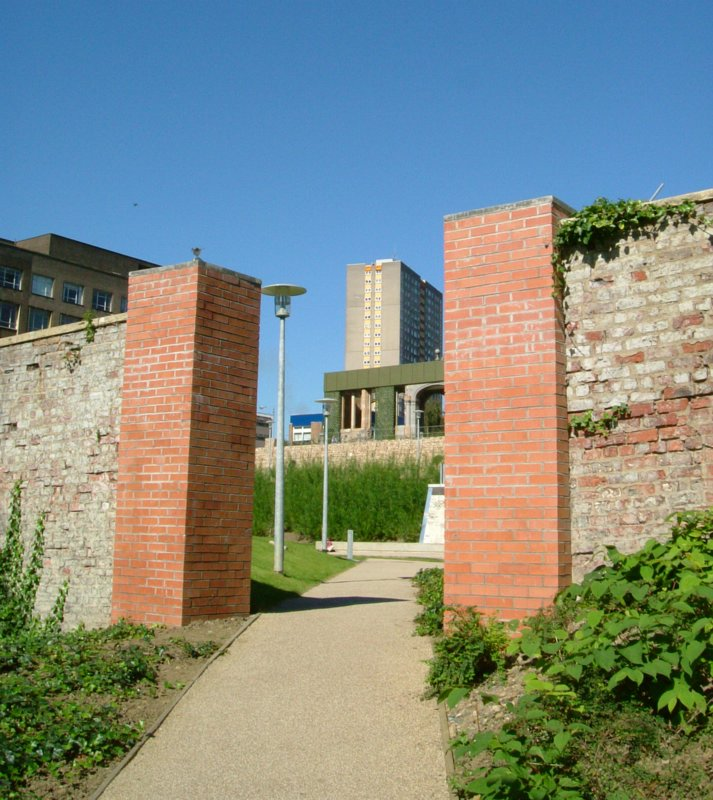
Zeď u univerzity.

Ulice se stala členitou během exponenciálního růstu centra Glasgow během průmyslové revoluce, a byla původně oblastí velkého množství budov s nájemními byty, z nichž většina se změnila na slumy v polovině 20. století. Podle Bruceho zprávy v roce 1945, město poté prošlo komplexní rozvojem území (SURM), který upravil prostor a místo renovoval pro vzdělávací účely v rámci přípravy na bývalé Royal College of Science and Technology.
Rottenrow je nejznámější jako adresa glasgowské porodnice Glasgow Royal Maternity Hospital (obvykle přezdívaná místními jednoduše "The Rottenrow"), která byla založena v roce 1834 a stala se světově uznávaným centrem gynekologie na více než 100 let.
Nicméně budova porodnice byla nedostačující pro požadavky konce 20. století, její stav byl havarijní. V roce 2001 se přestěhovala a budova byla koupena školou University of Strathclyde a následně demolována.

## Park
Místo bylo upraveno na veřejný park navržený zahradním architektonickým týmem Gross Max architects. Park je známý jako Rottenrow Gardens. Vrchol parku je George Wyllieho je 'Monument to Maternity' (Památník mateřství), socha zobrazující obří kovové plenky. Přední a boční sloupoví, základy a stěny suterénu porodnice byly zachovány a začleněny do návrhu parku. Rottenrow Gardens slavnostně otevřel dne 25. června 2004, jako součást univerzity, k 40. výročí založení, Lord Provost of Glasgow, radní Liz Cameron.  Některé prvky v parku budou trvalé, další jsou dočasné, v očekávání budoucího rozšíření areálu Strathclyde a obnovy.

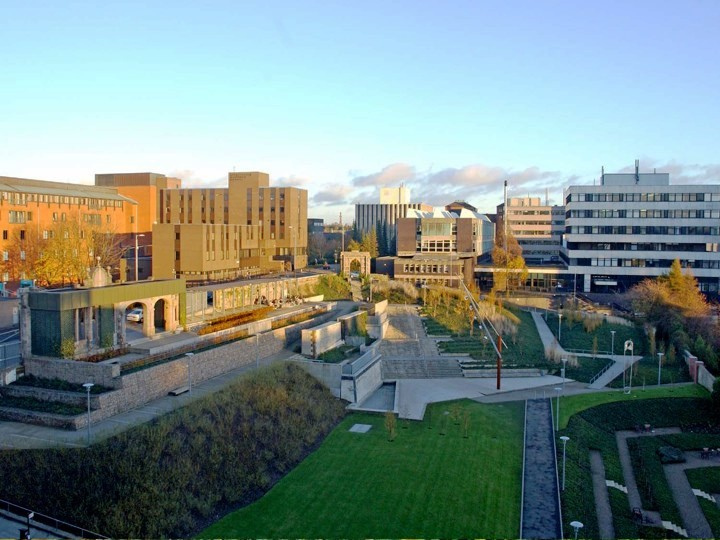
Kampus University of Strathclyde s minimalistickou zahradou.

Zahrady se rozkládají na svažitém terénu, což je řešeno terasami s výsadbou trvalek a dřevin. Rychlé pokrytí starých zdí v parku bylo provedeno pomocí popínavých dřevin, zejména loubincem (Parthenocissus q.), který doroste výšky až 15 metrů a má výrazně červené podzimní zbarvení. Vysazené dřeviny jsou většinou vícekmeny, břízy. Stromy jsou 2,5-3 m vysoké, tedy mladší, aby si zvykly na méně vhodně životní prostředí. Zahrada byla navržena s vědomím, že provádět údržbu bude univerzita a proto byla vhodně upravena tak, aby bylo zajištěno, že bude třeba pouze minimální údržba. Park získal cenu Scottish Design Awards 2004. 
Rottenrow také dal jméno místnímu hokejovému klubu, který založili v roce 2009 absolventi University Strathclyde.